# ياسر البخشوان
ياسر البخشوان هو رجل قانون مصري عمل قاضياً ومستشاراً، إلى أن عُين كأول وزير مفوض مصري في هذا المنصب.

## مسيرته
ولد البخشوان في محافظة البحيرة ودرس فيها إلى أن حصل على الليسانس في الحقوق. ثم حصل على درجة الماجستير في القانون والتحق بالعمل القضائي في مجلس الدولة؛ دخل مضمار العمل السياسي في يونيو 2024 حيث شغل بعد ذلك عدداً من المناصب في المجال الدولي والدبلوماسي:
- يعمل حاليًا بدرجة وزير مفوض للعلاقات العامة والتعاون الدولي شاغلًا منصب النائب الأول بالمجلس الأعلى للاقتصاد العربي الإفريقي.[3][4]
- تكليف حكومة الصومال بونتلاند الفيدرالية ياسر البخشوان بالتمثيل التجاري الدولي للحكومة[5] لتنسيق التعاون الاستثماري مع الحكومة المصرية.[6]
- تعيين الاتحاد العربي للفنادق والسياحة ياسر البخشوان نائبًا لرئيس الاتحاد وعضو في مجلس إدارة الاتحاد ليكون سفيراً للعمل داخل نطاق مجلس الوحدة الاقتصادية العربية في جامعة الدول العربية.[7][8]
- كذلك عمد الاتحاد العربي للفنادق والسياحة إلى تكليفه بتسلم ملف القاهرة عاصمة السياحة العربية 2026.